# Kommissarin Lucas
Kommissarin Lucas ist eine von der Olga Film produzierte Kriminalfilmreihe für das ZDF, die von März 2003 bis Oktober 2023 in unregelmäßigen Abständen im Rahmen des ZDF-Samstagskrimis ausgestrahlt wurde. Ulrike Kriener spielte in der Titelrolle die Kriminalhauptkommissarin Ellen Lucas. Die Außenaufnahmen für die Folgen entstanden bis Folge 30 in Regensburg und Umgebung, seit Folge 31 in Nürnberg. Die Innenaufnahmen wurden teilweise auch in München produziert. Die Ausstrahlung der letzten beiden Folgen Helden wie wir und Finale Entscheidung fand im Oktober 2023 statt.

## Inhalt
Kriminalhauptkommissarin Ellen Lucas (Ulrike Kriener) ließ sich in der Pilotfolge Die blaue Blume von Köln nach Regensburg versetzen, da ihr Mann Paul (Germain Wagner) im Koma lag und sie bis zuletzt die Hoffnung hegte, dass ihm in einer Spezialklinik in Regensburg geholfen werden kann. Nachdem er in Vertrauen bis zuletzt letztendlich einen Herzstillstand erlitten hat, fällt er unwiderruflich ins Koma und wird nur noch von Maschinen am Leben gehalten. Lucas ringt sich dazu durch, ihre Einwilligung zum Abstellen der Apparate zu geben.
Lucas wurde unmittelbar nach ihrer Ankunft in Regensburg zur Leiterin der Sonderkommission ernannt, da ihr Vorgänger Boris Noethen (Michael Roll) zum kommissarischen Dienststellenleiter befördert wurde. Mit Noethen, der über die Jahre zunehmend unter seiner Alkoholabhängigkeit leidet, freundet sie sich schnell an. In der 19. Folge Bittere Pillen verlangt Lucas von Noethen, dass er einen Entzug macht, und versichert ihm, sie werde seine Trinkerei nicht länger decken, wenn er sich nicht seiner Abhängigkeit stelle.
Lucas’ Vertrauensperson bei der SOKO war zunächst Kommissarsanwärter Stefan Deuter (Thure Riefenstein), der in der Folge Vergessen und Vergeben von Leander Blohm (Florian Stetter) abgelöst wird. Lucas bekam während ihrer Zeit in Regensburg immer wechselnde Arbeitskollegen zur Seite, unter anderem den energischen und fleißigen Kriminaloberkommissar Martin Schiff (Alexander Lutz), der sich öfter mal gegen seine Vorgesetzten stemmte und sich in der Folge Bittere Pillen als „Schwarzes Schaf“ entpuppte oder die couragierten Kriminalkommissarinnen Tina Buckhard (Tamara Simunovic), Julia Brandl (Inez Bjørg David) und Alex Eggert (Anna Brüggemann). In ihren letzten Dienstjahren in Regensburg arbeitete sie ab 2013 mit dem Kriminalkommissar Tom Brauer (Lasse Myhr) und ab 2015 (mit Unterbrechung 2016) mit der Polizeihauptwachmeisterin Judith Marlow (Jördis Richter) zusammen.
Lucas hat zudem eine jüngere Schwester namens Rike (Anke Engelke), die 2007 in der sechsten Folge German Angst erstmals auftrat. 2016 hatte Rike Lucas im 24. Fall Schuldig ihren letzten Auftritt. Während ihrer Zeit in Regensburg lebte sie alleine in einer Mietwohnung, ihr langjähriger Vermieter und Freund war Max Kirchhoff (Tilo Prückner). Zu Beginn der 2021 gesendeten Folge 31 wird Lucas nach Nürnberg versetzt, wo fortan ihre Kollegen die Kommissare Werner Fitz (Sebastian Schwarz) und Betty Sedlacek (Claudia Kottal) sind.

## Besetzung
| Schauspieler      | Rollenname     | Position                                    | Episoden  | Zeitraum        |
| ----------------- | -------------- | ------------------------------------------- | --------- | --------------- |
| Ulrike Kriener    | Ellen Lucas    | Kriminalhauptkommissarin                    | 1–35      | 2003–2023       |
| Michael Roll      | Boris Noethen  | Erster Kriminalhauptkommissar               | 1–30      | 2003–2020       |
| Alexander Lutz    | Martin Schiff  | Kriminaloberkommissar                       | 1–17, 19  | 2003–2013       |
| Tamara Simunovic  | Tina Buckhard  | Kriminaloberkommissarin                     | 1–11      | 2003–2009       |
| Thure Riefenstein | Stefan Deuter  | Kriminalkommissaranwärter Kriminalkommissar | 1–8       | 2003–2008       |
| Germain Wagner    | Paul Lucas     | Ehemann von Ellen Lucas                     | 1–4       | 2003–2006       |
| Tilo Prückner     | Max Kirchhoff  | Vermieter von Ellen Lucas                   | 1–30      | 2003–2020       |
| Anke Engelke      | Rike           | Schwester von Ellen Lucas                   | 6–24      | 2007–2016       |
| Florian Stetter   | Leander Blohm  | Kriminalkommissar                           | 10–15     | 2009–2011       |
| Inez Bjørg David  | Julia Brandl   | Kriminalkommissarin                         | 12–15     | 2010–2011       |
| Anna Brüggemann   | Alex Eggert    | Kriminalkommissarin                         | 18–21     | 2013–2014       |
| Lasse Myhr        | Tom Brauer     | Kriminalkommissar                           | 18–30     | 2013–2020       |
| Jördis Richter    | Judith Marlow  | Polizeihauptwachmeisterin                   | 22, 25–30 | 2015, 2017–2020 |
| Anton Figl        | Pauli          | Rechtsmediziner                             | 22–30     | 2015–2020       |
| Sebastian Schwarz | Werner Fitz    | Polizeihauptkommissar                       | 31–35     | 2021–2023       |
| Claudia Kottal    | Betty Sedlacek | Kriminalkommissarin                         | 31–34     | 2021–2023       |

## Episodenliste
| Nr. | Originaltitel                   | Erstausstrahlung D | Regie                | Drehbuch                                     |
| --- | ------------------------------- | ------------------ | -------------------- | -------------------------------------------- |
| 1 | Die blaue Blume                 | 1. März 2003       | Thomas Berger        | Barbara Jago                                 |
| Gastdarsteller: Meret Becker, Ingo Naujoks, Maja Maranow, Alexander Held |                                 |                    |                      |                                              |
| 2 | Vergangene Sünden               | 16. Okt. 2004      | Thomas Berger        | Barbara Jago                                 |
| Gastdarsteller: Heiner Lauterbach, Jasmin Schwiers, Karl Markovics, Robert Giggenbach, Oliver Mommsen, Billie Zöckler |                                 |                    |                      |                                              |
| 3 | Vertrauen bis zuletzt           | 30. Okt. 2004      | Thomas Berger        | Thomas Berger und Barbara Jago               |
| Gastdarsteller: Miroslav Nemec, Anneke Kim Sarnau, Felix Eitner, Katharina Müller-Elmau, Miranda Leonhardt |                                 |                    |                      |                                              |
| 4 | Das Verhör                      | 22. Apr. 2006      | Thomas Berger        | Thomas Berger                                |
| Gastdarsteller: Marek Harloff, Lisa Martinek, Barbara Auer, August Zirner |                                 |                    |                      |                                              |
| 5 | Skizze einer Toten              | 21. Okt. 2006      | Thomas Berger        | Thomas Berger                                |
| Gastdarsteller: Erden Alkan, Baki Davrak, Pegah Ferydoni, Sissy Höfferer, Jan-Gregor Kremp, İdil Üner, Gerd Lohmeyer |                                 |                    |                      |                                              |
| 6 | German Angst                    | 29. Sep. 2007      | Thomas Berger        | Thomas Berger und Friedrich Ani              |
| Gastdarsteller: Monica Bleibtreu, Lorraine Yakubu, Corinna Beilharz, Nick Monu, Michael Brandner, Paul Herwig, Fabian Busch, Andreas Giebel, Martin Stührk                                                                          |                                 |                    |                      |                                              |
| 7 | Das Totenschiff                 | 24. Nov. 2007      | Thomas Berger        | Christian Jeltsch                            |
| Gastdarsteller: Max Tidof, Hannes Jaenicke, Hans Peter Hallwachs, Andreas Borcherding |                                 |                    |                      |                                              |
| 8 | Wut im Bauch                    | 5. Apr. 2008       | Christiane Balthasar | Thomas Berger                                |
| Gastdarsteller: Ronald Zehrfeld, Henny Reents, Johanna Liebeneiner, Kathrin Kühnel |                                 |                    |                      |                                              |
| 9 | Der schwarze Mann               | 29. Nov. 2008      | Christiane Balthasar | Sabine Kalinowski und Patrick Weber          |
| Gastdarsteller: Alice Dwyer, Bernd Tauber, Robert Gallinowski, Peter Kurth |                                 |                    |                      |                                              |
| 10 | Vergessen und Vergeben          | 16. Mai 2009       | Christiane Balthasar | Thomas Berger                                |
| Gastdarsteller: Maria Kwiatkowsky, Florian Panzner, Johanna Gastdorf |                                 |                    |                      |                                              |
| 11 | Aus der Bahn                    | 13. März 2010      | Christiane Balthasar | Jörg von Schlebrügge                         |
| Gastdarsteller: Nadja Bobyleva, François Goeske, Edin Hasanović, Mathias Herrmann |                                 |                    |                      |                                              |
| 12 | Spurlos                         | 1. Mai 2010        | Thomas Berger        | Thomas Berger                                |
| Gastdarsteller: Birge Schade, Michael Fitz, Amelie Kiefer, Anja Kling, Mark Waschke, Andreas Schröder, Gabriel Raab |                                 |                    |                      |                                              |
| 13 | Wenn alles zerbricht            | 5. Juni 2010       | Thomas Berger        | Thomas Berger                                |
| Gastdarsteller: Karoline Eichhorn, Liane Forestieri, Johann von Bülow, Franziska Walser, Jannik Schümann |                                 |                    |                      |                                              |
| 14 | Am Ende muss Glück sein         | 23. Apr. 2011      | Maris Pfeiffer       | Friedrich Ani                                |
| Gastdarsteller: Hannelore Elsner, Elmar Wepper, Renate Krößner, Vladimir Burlakov, Traute Hoess, Günter Junghans, Hans-Jochen Wagner                                                                                                |                                 |                    |                      |                                              |
| 15 | Gierig                          | 4. Juni 2011       | Ralf Huettner        | Stefan Holtz, Ralf Huettner, Florian Iwersen |
| Gastdarsteller: Herbert Knaup, Devid Striesow, Jeanette Hain, Petra Kleinert, Christian Doermer, Johannes Terne, Alexander Beyer |                                 |                    |                      |                                              |
| 16 | Die sieben Gesichter der Furcht | 2. Juni 2012       | Tim Trageser         | Tim Trageser                                 |
| Gastdarsteller: Emily Cox, Maren Kroymann, Jasmin Tabatabai, André Hennicke, Bettina Redlich, Benedikt Hösl, Thomas Darchinger, Christian Lerch                                                                                     |                                 |                    |                      |                                              |
| 17 | Bombenstimmung                  | 10. Nov. 2012      | Tim Trageser         | Florian Iwersen, Tim Trageser                |
| Gastdarsteller: Joachim Bliese, Oliver Stokowski, Alexander Held, Bernhard Schütz, Alexander Hörbe, Arnd Klawitter, Lara Sophie Rottmann, Patrick Joswig, Ulrike Bliefert                                                           |                                 |                    |                      |                                              |
| 18 | Lovergirl                       | 20. Apr. 2013      | Stefan Kornatz       | Martina Mouchot                              |
| Gastdarsteller: Roeland Wiesnekker, Irina Potapenko, Joachim Nimtz, Jan Henrik Stahlberg, Oana Solomon, Thomas Loibl, Heiner Hardt, Michael Kranz, Petra Berndt, Joanna Kitzl, Joan Pascu                                           |                                 |                    |                      |                                              |
| 19 | Bittere Pillen                  | 21. Sep. 2013      | Stefan Kornatz       | Christian Jeltsch                            |
| Gastdarsteller: Nina Kunzendorf, Anne Ratte-Polle, Thomas Dannemann, Stefan Murr, Ben Braun, Karin Boyd, Karl Friedrich |                                 |                    |                      |                                              |
| 20 | Kettenreaktion                  | 10. Mai 2014       | Tim Trageser         | Johannes W. Betz                             |
| Gastdarsteller: Alexandra Finder, Peter Schneider, Long Dang Ngoc, Léonie Thelen |                                 |                    |                      |                                              |
| 21 | Der nette Herr Wong             | 17. Sep. 2014      | Tim Trageser         | Holger Karsten Schmidt                       |
| Gastdarsteller: Christina Große, Christoph Bach, Jakob Diehl, Benito Sambo |                                 |                    |                      |                                              |
| 22 | Der Wald                        | 25. Apr. 2015      | Ralf Huettner        | Ralf Huettner                                |
| Gastdarsteller: Maximilian Brückner, Alex Brendemühl, Emma Bading, Karl Alexander Seidel, Wolfgang Maria Bauer, Suzan Anbeh |                                 |                    |                      |                                              |
| 23 | Kreuzweg                        | 20. Feb. 2016      | Ralf Huettner        | Peter Probst, Ralf Huettner                  |
| Gastdarsteller: Dirk Martens, Maximilian Dirr, Rüdiger Vogler, Michael Abendroth, Cristin König, Stefan Wilkening, Torben Liebrecht, Max Schmidt, Tom Radisch, Dietmar Mössmer                                                      |                                 |                    |                      |                                              |
| 24 | Schuldig                        | 14. Mai 2016       | Miguel Alexandre     | Thomas Schwebel, Daniel Schwarz              |
| Gastdarsteller: Arved Birnbaum, Katja Flint, Konstantin Frolov, Banafshe Hourmazdi, Annika Kuhl, Peter Davor, Maryam Zaree, Antonio Wannek, Katja Bürkle, Anton Figl, Ramin Yazdani, Hassan Akkouch, Andrea Wenzl                   |                                 |                    |                      |                                              |
| 25 | Familiengeheimnis               | 6. Mai 2017        | Ralf Huettner        | Daniel Schwarz, Thomas Schwebel              |
| Gastdarsteller: Peter Wolf, Merlin Rose, Almila Bagriacik, Robert Hunger-Bühler, Lana Cooper, Tommaso Ragno |                                 |                    |                      |                                              |
| 26 | Löwenherz                       | 9. Sep. 2017       | Ralf Huettner        | Stefan Dähnert, Markus Ziegler               |
| Gastdarsteller: Thomas Heinze, Thomas Limpinsel, Jonas Sippel, Shenja Lacher, Karolina Horster, Magdalena Boczarska, Sonja Kirchberger, Anton Figl, Butz Buse, Katja Brenner                                                        |                                 |                    |                      |                                              |
| 27 | Das Urteil                      | 1. Sep. 2018       | Nils Willbrandt      | Peter Probst                                 |
| Gastdarsteller: Florian Teichtmeister, Lena Kalisch, Anton Spieker, Wolfgang Pregler, Harald Schrott, Sarah Lavinia Schmidbauer, Lola Linnéa Padotzke, Anton Figl, Agnes Decker, Elisabeth Wabitsch, Carolin Fink, Peter Weiß       |                                 |                    |                      |                                              |
| 28 | Polly                           | 6. Apr. 2019       | Nils Willbrandt      | Markus Ziegler, Stefan Dähnert               |
| Gastdarsteller: Marie Bloching, Luise von Finckh, Frederic Linkemann, Jule Ronstedt, Arnd Klawitter, Ulrich Brandhoff, Fanny Staffa, Katharina Hauter, Anton Figl, Lisa Weidenmüller, Livia Walcher, Anna Wunderlich, Lisa Harms    |                                 |                    |                      |                                              |
| 29 | Tote Erde                       | 31. Aug. 2019      | Sabine Bernardi      | Mike Viebrock                                |
| Gastdarsteller: Luna Jordan, Bruno Alexander, Emilie Neumeister, Batbileg Chuluunbaatar, Markus Brandl, Norman Hacker, Genija Rykova, Franz-Xaver Zeller                                                                            |                                 |                    |                      |                                              |
| 30 | Die Unsichtbaren                | 29. Aug. 2020      | Sabine Bernardi      | Stefan Dähnert, Markus Ziegler               |
| Gastdarsteller: Caro Scrimali, Steven Scharf, Mihaela Sirbu, Philipp Moog, Attila Georg Borlan, Astrit Alihajdaraj, Luka Peroš, Michele Cuciuffo, Johann Schuler, Stephanie Lexer, Arjeton Osmani, Lena Baader, Andreas Borcherding |                                 |                    |                      |                                              |
| 31 | Nürnberg                        | 6. Feb. 2021       | Thomas Berger        | Christian Jeltsch                            |
| Gastdarsteller: Katharina Schüttler, Nick Romeo Reimann, Luis Vorbach, Florian Karlheim, Irina Wanka, Maria Wördemann, Heino Ferch                                                                                                  |                                 |                    |                      |                                              |
| 32 | Goldrausch                      | 30. Apr. 2022      | Uwe Janson           | Christoph Busche                             |
| Gastdarsteller: Burghart Klaußner, Maximilian Brückner, Johannes Klaußner, Amelie Kiefer, Felix Everding, Mareike Beykirch, Heinz Josef Braun, Gilbert von Sohlern, Nancy Mensah-Offei, Moritz Fischer                              |                                 |                    |                      |                                              |
| 33 | Du bist mein                    | 4. März 2023       | Uwe Janson           | Markus Ziegler, Peter Probst                 |
| Gastdarsteller: Christian Erdmann, Matthias Weidenhöfer, Jan Krauter, Lucas Janson, Sheri Hagen, Süheyla Ünlü, David Tobias Schneider, Julian Bayer, Martin Müller                                                                  |                                 |                    |                      |                                              |
| 34 | Helden wie wir                  | 7. Okt. 2023       | Thomas Berger        | Thomas Berger                                |
| Gastdarsteller: Lucas Janson, Milena Straube, Rouven Israel, Constantin von Jascheroff, Stefan Kurt, Sinje Irslinger, Sandra Julia Reils, Franziska Schlattner, Alberta von Poelnitz                                                |                                 |                    |                      |                                              |
| 35 | Finale Entscheidung             | 28. Okt. 2023      | Thomas Berger        | Christian Jeltsch                            |
| Gastdarsteller: Lucas Janson, Milena Straube, Rainer Bock, Stefan Kurt, Bettina Lamprecht, Shadi Hedayati, Karolina Lodyga, Alexander Beyer, David A. Hamade, Maximilian Dirr, Florian Maria Sumerauer, Simon Kirsch                |                                 |                    |                      |                                              |

## DVD-Veröffentlichungen
Die sechs ersten Folgen der Krimireihe wurden am 8. Oktober 2010 von der Edel Germany GmbH auf DVD veröffentlicht, wobei die vierte Folge Das Verhör aus lizenzrechtlichen Gründen nicht mehr Teil der in Box 1 veröffentlichten sechs Folgen ist. Am 15. April 2011 wurde ebenfalls von der Edel Germany GmbH die Box 2 herausgegeben mit den Fällen 7 bis 12. Am 30. September 2022 folgten von der OneGate Media GmbH die Fälle 13 bis 18. Die restlichen Folgen wurden bisher nicht auf DVD veröffentlicht.

## Auszeichnungen
- 2004: Goldener Gong an Ulrike Kriener für ihre Darstellung der Kommissarin Lucas in der Folge Vertrauen bis zuletzt
- 2005: Preis beim 18. Fernsehfestival Rencontres Internationales de Television in Reims in der Kategorie „Beste weibliche Darstellerin“ an Ulrike Kriener als Kommissarin Lucas in der Folge Vertrauen bis zuletzt
- 2005: Bayerischer Fernsehpreis an Ulrike Kriener für ihre schauspielerische Leistung als Kommissarin Lucas in den Folgen Vergangene Sünden und Vertrauen bis zuletzt
- 2007: Nominierung der Folge Das Verhör für den Adolf-Grimme-Preis